# Беглец джудунов
«Бегле́ц джуду́нов» (англ. Fugitive of the Judoon) — пятая серия двенадцатого сезона британского научно-фантастического телесериала «Доктор Кто». Премьера состоялась на канале BBC One 26 января 2020 года. Сценарий написали Винай Патель и Крис Чибнелл, режиссёром выступила Нида Манзур.
Главные роли исполнили Джоди Уиттакер (Тринадцатый Доктор), Брэдли Уолш (Грэм О’Брайен), Тосин Коул (Райан Синклер) и Мандип Гилл (Ясмин Хан). Также в эпизоде появились Джо Мартин в роли Рут (неизвестного воплощения Доктора), Риту Арья в роли Гат, Нил Стук, Пол Кейси, Майкл Бергли, Джудит Стрит, Кэти Лаккинс, Саймон Кэрью, Ричард Хайгейт, Ричард Прайс, Мэтью Роуман. Важной особенностью серии стало появление Джона Барроумэна, вернувшегося к роли капитана Джека Харкнесса. Николас Бриггс озвучил джудунов, старых врагов Доктора, вновь появляющихся в сериале.

## Сюжет
Доктор занята поисками своего друга и врага Мастера, в то время как в её ТАРДИС приходит сообщение о незаконном вторжении космической полиции, джудунов, на Землю, в Глостер начала XXI века. Возмущённая, она требует ответа от капитана джудунов Пол-Кон-Дона, который оправдывается, говоря, что ищет здесь беглеца, укрывшегося в одном из домов города. Доктор, Яс и Райан проходят прямо в тот дом, который собрались атаковать джудуны, в то время как Грэм оказывается телепортирован на незнакомый ему космический корабль, пилотируемый капитаном Джеком Харкнессом…
В окружённом джудунами доме Яс, Райан и Доктор разговаривают с его жильцами, Рут и Ли Клейтонами. Ли Клейтон отказывается отвечать Доктору на вопрос о найденной в их доме инопланетной шкатулке, но он даёт время команде на побег, представая перед джудунами и вскоре погибая от генерала джудунов — некой женщины по имени Гат…
Рут и Доктор бегут в Глостерский собор, где рассчитывают найти ответы на вопросы о беглеце; там же их застают джудуны. Неожиданно Рут инстинктивно атакует джудунов, в том числе ставит на колени капитана Пол-Кон-Дона и вырывает ему рог, что для джудунов является ужасным унижением; она отсылает их к себе на корабль. Позднее Рут признаётся шокированному Доктору, что сама не понимает, что она сейчас сделала.
Тем временем Райан и Яс оказываются телепортированы на корабль, угнанный Джеком Харкнессом; капитан сообщает, что не может телепортировать и Доктора, а потому передаёт своё послание для неё её спутникам: он предупреждает о возможности восстания погибшей расы киберлюдей и говорит остерегаться одинокого киберчеловека… Сразу же после этого Джек вынужден вернуть компаньонов обратно в Глостер и бежать с угнанного судна…
Доктор и Рут прибывают на маяк, около которого Рут провела детство, — Доктор подозревает, что Рут не та, кем себя считает… Около маяка Доктор неожиданно находит погребённую в земле ТАРДИС; Рут же разбивает сигнальную кнопку маяка, и её тело оказывается захвачено некоторой светящейся сущностью, восстанавливающей её настоящую личность. После этого Рут представляется Доктору как Доктор. Обе не помнят друг друга в прошлом, из-за чего Рут можно называть неизвестным до этого лицом Повелителя времени… По словам Рут, она использовала арку хамелеона, чтобы перевоплотиться на время в человека и таким образом скрыть свою личность от своего партнёра, с которой заключила неизвестный контракт, — от Гат, генерала джудунов, которая также является Повелителем времени…
Доктор-Рут и Тринадцатый Доктор вместе встречаются с Гат, у которой есть приказ вернуть Доктора домой. Тринадцатый Доктор показывает Гат видение будущего разрушенного Галлифрея, во что Гат поначалу не может поверить, а затем решает убить Докторов. Пытаясь выстрелить, она случайно погибает. Рут констатирует окончание контракта о работе с джудунами, к негодованию последних, и улетает с Доктором на ТАРДИС. Оказавшись в Глостере XXI века, Рут убедительно просит их расстаться, что и происходит.
Встречаясь со спутниками, Тринадцатый Доктор узнаёт о сообщении от Джека Харкнесса. Не понимая всего с ней произошедшего, Доктор предчувствует нечто для себя в скором будущем.

## Производство
Эпизод написали Винай Патель, уже прежде писавший для сериала эпизод «Демоны Пенджаба» (2018), и ведущий сценарист сериала Крис Чибнелл. Режиссёром выступила Нида Манзур, также снявшая предыдущий эпизод сезона «Ночь ужасов Николы Теслы».. Съёмки прошли в 2019 году; съёмки в Глостере проходили в период с 22 по 23 мая того же года.

## Показ

### Выпуск
Серия вышла 26 января 2020 года.

### Рейтинги
В вечер премьеры эпизод просмотрели 4,21 миллионов зрителей, что сделало её шестой самой просматриваемой программой того вечера в Великобритании. Индекс оценки аудитории для этого эпизода составил 83, что является самым высоким показателем для всего сезона. По всем британским каналам «Беглец джудунов» получила 5,57 миллионов просмотров.

### Критика
Эпизод получил одобрительный рейтинг в 100 % на сайте Rotten Tomatoes и оценку в 8,25 из 10 на основе 18 отзывов. Издания The Telegraph и Radio Times дали эпизоду 5 из 5 возможных звёзд; The Independent — 3 из 5.